# هكساكونازول
'هكساكونازول هو مبيد فطريات وهو عبارة عن مادة كيميائية يمكن لها أن تقتل أو تثبط الفطريات أو أبواغها يستخدم في ضبط العديد من الفطريات الزقية Ascomycetes (خاصة) والدعامية Basidiomycetes.
المضيفين على سبيل المثال: فينيس، التفاح؛ الكمثرى؛ الموز، الخضراوات وبعض الحبوب والحبوب الصغيرة.

## الاستعمال
هكساكونازول (إميدازول) يستخدم كمبيد فطري للسيطرة خصوصا على الفطريات الزقية والفطريات البازيدية التي تنتقل عن طريق البذور والأمراض المنقولة عن طريق التربة.